# Wereldkampioenschap voetbal 2022 (kwalificatie CONCACAF)

Gekwalificeerd
Uitgeschakeld
Trok zich terug.
Geen CONCACAF-lid

Namens de Noord-Amerikaanse voetbalbond CONCACAF nemen alle 35 FIFA-leden deel aan het kwalificatietoernooi voor drie beschikbare plaatsen in de eindronde van het wereldkampioenschap voetbal 2022, dat wordt georganiseerd in Qatar. Een vierde plek is mogelijk, maar daarvoor moet een intercontinentale play-off worden gespeeld.

## Format
Er gingen vooraf al stemmen op om het format voor deze kwalificatie te veranderen ten opzichte van de kwalificatie van de voorgaande jaren. Voorzitter Victor Montagliani vond dat een te groot gedeelte van de landen veel te vroeg werd uitgeschakeld. Hij gaf aan dat 85 procent van de CONCACAF-landen 2 jaar voor het begin van het hoofdtoernooi al was uitgeschakeld. Deze verandering werd in juli 2019 bevestigd, toen maakte de CONCACAF bekend dat er gespeeld wordt in twee delen die tegelijk gespeeld worden, daarna volgt een knock-outfase.
Het format kwam echter onder druk te staan doordat wedstrijden van de kalender van de FIFA werden geschrapt vanwege de coronapandemie. Men werd gedwongen het format aan te passen, niet alleen vanwege de geschrapte data, maar ook omdat de FIFA-ranking niet compleet is. In juli 2020 maakte de CONCACAF het nieuwe format bekend.
Eerste ronde

In de eerste ronde spelen de landen die in de ranking 6 tot en met 35 staan. Daarbij wordt van de ranking uitgegaan die de FIFA op 16 juli 2020 bekendmaakte. De zes hoogste landen (dus ranking 6 tot en met 11) worden groepshoofd van een poule en kunnen niet tegen elkaar loten. Die landen zijn El Salvador, Canada, Curaçao, Panama, Haïti, en Trinidad en Tobago (die worden respectievelijk in poule A tot en met F geplaatst). In een poule zitten vijf landen en ieder land speelt een keer tegen elkaar. De groepswinnaars gaan naar de tweede ronde.

Tweede ronde

In de tweede ronde spelen de zes groepswinnaars uit de eerste ronde. Van tevoren staat vast dat de winnaar van poule A tegen de winnaar van de poule F speelt. De winnaar van poule B speelt tegen poule E en de winnaar van de poule C speelt tegen de winnaar van poule D. Er worden twee wedstrijden gespeeld, ieder land speelt een uit- en thuiswedstrijd. De winnaars gaan de finaleronde.

Finaleronde

De vijf hoogst geklasseerde landen spelen direct in deze ronde (Mexico, Verenigde Staten, Costa Rica, Jamaica en Honduras). De winnaars uit de tweede ronde worden erbij gevoegd, dat maakt acht landen in totaal die deelnemen aan deze ronde. Alle landen komen in een poule terecht waarbij ze allemaal een uit- en thuiswedstrijd tegen elkaar spelen. De nummers 1 tot en met 3 kwalificeren zich voor het hoofdtoernooi. De nummer 4 voor de Intercontinentale play-off.

Intercontinentale play-off

Winnaar van de play-off speelt tegen een land van een andere confederatie om een plek op het hoofdtoernooi.

## Data
De wedstrijden zouden beginnen in september 2020, maar de start werd uitgesteld vanwege de Coronapandemie. Het toernooi zou daarna starten in oktober 2020, maar op 8 september 2020 werd bekendgemaakt dat de start van het toernooi opnieuw uitgesteld werd. Dit keer naar maart 2021. Op 4 december werden de nieuwe data bekendgemaakt. Ook werd bevestigd dat er drie wedstrijden per maand gespeeld kunnen worden. Daardoor worden er in september 2021, oktober 2021, januari 2022 en maart 2022 steeds drie speeldagen afgewerkt.
| Ronde        | Wedstrijddag     | Datum                            |
| ------------ | ---------------- | -------------------------------- |
| Eerste ronde | Schema rechts    | 24–30 maart 2021 & 2–8 juni 2021 |
| Tweede ronde | Eerste wedstrijd | 12 juni 2021                     |
| Tweede ronde | Tweede wedstrijd | 15 juni 2021                     |
| Derde ronde  | Wedstrijddag 1   | 2–8 september 2021               |
| Derde ronde  | Wedstrijddag 2   | 2–8 september 2021               |
| Derde ronde  | Wedstrijddag 3   | 2–8 september 2021               |
| Derde ronde  | Wedstrijddag 4   | 7–13 oktober 2021                |
| Derde ronde  | Wedstrijddag 5   | 7–13 oktober 2021                |
| Derde ronde  | Wedstrijddag 6   | 7–13 oktober 2021                |
| Derde ronde  | Wedstrijddag 7   | 12–16 november 2021              |
| Derde ronde  | Wedstrijddag 8   | 12–16 november 2021              |
| Derde ronde  | Wedstrijddag 9   | 27 januari – 2 februari 2022     |
| Derde ronde  | Wedstrijddag 10  | 27 januari – 2 februari 2022     |
| Derde ronde  | Wedstrijddag 11  | 27 januari – 2 februari 2022     |
| Derde ronde  | Wedstrijddag 12  | 24–30 maart 2022                 |
| Derde ronde  | Wedstrijddag 13  | 24–30 maart 2022                 |
| Derde ronde  | Wedstrijddag 14  | 24–30 maart 2022                 |

| Wedstrijddag | Oorspronkelijke datum | Nieuwe datum  |
| ------------ | --------------------- | ------------- |
| 2 vs 4       | 7 oktober 2020        | 24 maart 2021 |
| 1 vs 3       | 8 oktober 2020        | 25 maart 2021 |
| 5 vs 2       | 10 oktober 2020       | 27 maart 2021 |
| 4 vs 1       | 11 oktober 2020       | 28 maart 2021 |
| 3 vs 5       | 13 oktober 2020       | 30 maart 2021 |
| 4 vs 5       | 11 november 2020      | 2 juni 2021   |
| 2 vs 3       | 13 november 2020      | 4 juni 2021   |
| 5 vs 1       | 14 november 2020      | 5 juni 2021   |
| 3 vs 4       | 17 november 2020      | 8 juni 2021   |
| 1 vs 2       | 17 november 2020      | 8 juni 2021   |

## Gekwalificeerde landen
| FIFA-lid         | Kwalificatie                                      | Kwal. datum   | Aantal dln. (incl. 2022) | Eerste dln. | Laatste dln. | Dln. op rij | Titels (excl. 2022) | Beste prestatie |
| ---------------- | ------------------------------------------------- | ------------- | ------------------------ | ----------- | ------------ | ----------- | ------------------- | --------------- |
| Canada           | Nr. 1 CONCACAF (derde ronde)                      | 27 maart 2022 | 2                        | 1986        | 1986         | 1           | 0                   | Groepsfase      |
| Mexico           | Nr. 2 CONCACAF (derde ronde)                      | 30 maart 2022 | 16                       | 1930        | 2018         | 8           | 0                   | Kwartfinale     |
| Verenigde Staten | Nr. 3 CONCACAF (derde ronde)                      | 30 maart 2022 | 10                       | 1930        | 2014         | 1           | 0                   | Derde plaats    |
| Costa Rica       | Winnaar intercontinentale play-off (CONCACAF-OFC) | 14 juni 2022  | 5                        | 1990        | 2018         | 3           | 0                   | Kwartfinale     |

## Deelnemers
Er doen 35 landen mee aan dit toernooi. Bij de indeling werd gekeken naar de FIFA-wereldranglijst van juli 2020.
| Starten in de finaleronde (ranking 1–5)                                                     | Starten in de eerste ronde (ranking 6–35) | Starten in de eerste ronde (ranking 6–35) |
| ------------------------------------------------------------------------------------------- | --- | --- |
| 1. Mexico (11) 2. Verenigde Staten (22) 3. Costa Rica (46) 4. Jamaica (48) 5. Honduras (62) | 1. El Salvador (69) 2. Canada (73) 3. Curaçao (80) 4. Panama (81) 5. Haïti (86) 6. Trinidad en Tobago (105) 7. Antigua en Barbuda (126) 8. Guatemala (130) 9. Saint Kitts en Nevis (139) 10. Suriname (141) 11. Nicaragua (151) 12. Dominicaanse Republiek (158) 13. Grenada (159) 14. Barbados (162) 15. Guyana (166) | 1. Saint Vincent en de Grenadines (167) 2. Bermuda (168) 3. Belize (170) 4. Saint Lucia (176) 5. Puerto Rico (178) 6. Cuba (179) 7. Montserrat (183) 8. Dominica (184) 9. Kaaimaneilanden (193) 10. Bahama's (195) 11. Aruba (200) 12. Turks- en Caicoseilanden (203) 13. Amerikaanse Maagdeneilanden (207) 14. Britse Maagdeneilanden (208) 15. Anguilla (210) |

## Eerste ronde

### Loting
De loting vond plaats op 19 augustus 2020 om 19:00 (CET) in Zürich. Bij de loting werden de 30 landen verdeeld over vijf potten. In iedere poule kwam een land uit iedere pot. De landen uit pot 1 waren al in de groepen neergezet. Bij de indeling van de potten is rekening gehouden met de FIFA-ranking, aangegeven tussen haakjes achter ieder team.
| Pot 1                                                                                     | Pot 2 | Pot 3                                                                                              | Pot 4                                                                                                 | Pot 5 |
| ----------------------------------------------------------------------------------------- | --- | -------------------------------------------------------------------------------------------------- | --- | --- |
| El Salvador (69) Canada (73) Curaçao (80) Panama (81) Haïti (86) Trinidad en Tobago (105) | Antigua en Barbuda (126) Guatemala (130) Saint Kitts en Nevis (139) Suriname (141) Nicaragua (151) Dominicaanse Republiek (158) | Grenada (159) Barbados (162) Guyana (166) Saint Vincent en de Gr. (167) Bermuda (168) Belize (170) | Saint Lucia (176)1 Puerto Rico (178) Cuba (179) Montserrat (183) Dominica (184) Kaaimaneilanden (193) | Bahama's (195) Aruba (200) Turks- en Caicoseilanden (203) Amerik. Maagdeneilanden (207) Britse Maagdeneilanden (208) Anguilla (210) |

1 Saint Lucia deed mee met de loting, maar trok zich na de loting terug uit het toernooi. Het land was bij de loting terecht gekomen in groep E.

### Poule A
| Pos | Team                        | Wed | W | G | V | Ptn | DV | DT | +/− | Kwalificatie                 |       | Vlag van El Salvador | Vlag van Montserrat | Vlag van Antigua en Barbuda | Vlag van Grenada | Vlag van Amerikaanse Maagdeneilanden |
| --- | --------------------------- | --- | - | - | - | --- | -- | -- | --- | ---------------------------- | ----- | -------------------- | ------------------- | --------------------------- | ---------------- | ------------------------------------ |
| 1   | El Salvador                 | 4   | 3 | 1 | 0 | 10  | 13 | 1  | +12 | Speelt tegen winnaar groep F |       | —                    | —                   | 3 – 0                       | 2 – 0            | —                                    |
| 2   | Montserrat                  | 4   | 2 | 2 | 0 | 8   | 9  | 4  | +5  |                              |       | 1 – 1                | —                   | —                           | —                | 4 – 0                                |
| 3   | Antigua en Barbuda          | 4   | 2 | 1 | 1 | 7   | 6  | 5  | +1  |                              | —     | 2 – 2                | —                   | 1 – 0                       | —                |                                      |
| 4   | Grenada                     | 4   | 1 | 0 | 3 | 3   | 2  | 5  | −3  |                              | —     | 1 – 2                | —                   | —                           | 1 – 0            |                                      |
| 5   | Amerikaanse Maagdeneilanden | 4   | 0 | 0 | 4 | 0   | 0  | 15 | −15 |                              | 0 – 7 | —                    | 0 – 3               | —                           | —                |                                      |

|                                                |                       |         |                       | |
| 24 maart 2021 «onderlinge duels» 19:00 (UTC−4) | Antigua en Barbuda    | 2 – 2   | Montserrat            | Ergilio Hatostadion, Willemstad (Curaçao) Toeschouwers: 0 Scheidsrechter: Melvin Orlando Matamoros |
| 24 maart 2021 «onderlinge duels» 19:00 (UTC−4) | Kirwan 23' Bishop 45' | Verslag | 7' (pen.), 26' Taylor | Ergilio Hatostadion, Willemstad (Curaçao) Toeschouwers: 0 Scheidsrechter: Melvin Orlando Matamoros |

|                                                |                       |         |         |                                                                                |
| 25 maart 2021 «onderlinge duels» 19:30 (UTC−6) | El Salvador           | 2 – 0   | Grenada | Estadio Cuscatlán, San Salvador Toeschouwers: 250 Scheidsrechter: Kimbell Ward |
| 25 maart 2021 «onderlinge duels» 19:30 (UTC−6) | Mayen 24' Rugamas 47' | Verslag |         | Estadio Cuscatlán, San Salvador Toeschouwers: 250 Scheidsrechter: Kimbell Ward |

|                                                |                             |         |                                    |                                                                                            |
| 27 maart 2021 «onderlinge duels» 19:00 (UTC−4) | Amerikaanse Maagdeneilanden | 0 – 3   | Antigua en Barbuda                 | Bethlehem Voetbalstadion, Christiansted Toeschouwers: 0 Scheidsrechter: Trevester Richards |
| 27 maart 2021 «onderlinge duels» 19:00 (UTC−4) |                             | Verslag | 26' Byers 34' (pen.), 42' Griffith | Bethlehem Voetbalstadion, Christiansted Toeschouwers: 0 Scheidsrechter: Trevester Richards |

|                                                |               |         |             |                                                                                            |
| 28 maart 2021 «onderlinge duels» 19:00 (UTC−4) | Montserrat    | 1 – 1   | El Salvador | Ergilio Hatostadion, Willemstad (Curaçao) Toeschouwers: 0 Scheidsrechter: Ricangel de Leça |
| 28 maart 2021 «onderlinge duels» 19:00 (UTC−4) | L. Taylor 89' | Verslag | 4' Rugamas  | Ergilio Hatostadion, Willemstad (Curaçao) Toeschouwers: 0 Scheidsrechter: Ricangel de Leça |

|                                                |           |         |                             |                                                                            |
| 30 maart 2021 «onderlinge duels» 19:00 (UTC−4) | Grenada   | 1 – 0   | Amerikaanse Maagdeneilanden | Kirani James Atletiekstadion, St. George's Scheidsrechter: Sherwin Johnson |
| 30 maart 2021 «onderlinge duels» 19:00 (UTC−4) | Lewis 33' | Verslag |                             | Kirani James Atletiekstadion, St. George's Scheidsrechter: Sherwin Johnson |

|                                              |                                    |         |                             | |
| 2 juni 2021 «onderlinge duels» 17:00 (UTC−4) | Montserrat                         | 4 – 0   | Amerikaanse Maagdeneilanden | Estadio Panamericano, San Cristóbal (Dominicaanse Republiek) Toeschouwers: 0 Scheidsrechter: Selvin Brown Chavarria |
| 2 juni 2021 «onderlinge duels» 17:00 (UTC−4) | Pond 39' Ince 60' Clifton 66', 83' | Verslag |                             | Estadio Panamericano, San Cristóbal (Dominicaanse Republiek) Toeschouwers: 0 Scheidsrechter: Selvin Brown Chavarria |

|                                              |                    |         |         |                                                                                             |
| 4 juni 2021 «onderlinge duels» 16:00 (UTC−4) | Antigua en Barbuda | 1 – 0   | Grenada | Sir Vivian Richards Stadium, North Sound Toeschouwers: 400 Scheidsrechter: Francia González |
| 4 juni 2021 «onderlinge duels» 16:00 (UTC−4) | Browne 20'         | Verslag |         | Sir Vivian Richards Stadium, North Sound Toeschouwers: 400 Scheidsrechter: Francia González |

|                                              |                             |         |                                                                     |                                                                                     |
| 5 juni 2021 «onderlinge duels» 15:00 (UTC−4) | Amerikaanse Maagdeneilanden | 0 – 7   | El Salvador                                                         | Bethlehem Voetbalstadion, Christiansted Toeschouwers: 150 Scheidsrechter: Ted Unkel |
| 5 juni 2021 «onderlinge duels» 15:00 (UTC−4) |                             | Verslag | 23', 86' Monterrosa 30' J. Portillo 78', 82', 90' Rugamas 79' Pérez | Bethlehem Voetbalstadion, Christiansted Toeschouwers: 150 Scheidsrechter: Ted Unkel |

|                                              |           |         |                           |                                                                                             |
| 8 juni 2021 «onderlinge duels» 19:00 (UTC−4) | Grenada   | 1 – 2   | Montserrat                | Kirani James Atletiekstadion, St. George's Toeschouwers: 50 Scheidsrechter: Adonai Escobedo |
| 8 juni 2021 «onderlinge duels» 19:00 (UTC−4) | Lewis 51' | Verslag | 85', 87' (pen.) L. Taylor | Kirani James Atletiekstadion, St. George's Toeschouwers: 50 Scheidsrechter: Adonai Escobedo |

|                                              |                                       |         |                    |                                                                |
| 8 juni 2021 «onderlinge duels» 19:05 (UTC−6) | El Salvador                           | 3 – 0   | Antigua en Barbuda | Estadio Cuscatlán, San Salvador Scheidsrechter: Keylor Herrera |
| 8 juni 2021 «onderlinge duels» 19:05 (UTC−6) | Zavaleta 40' Rugamas 68' Martinez 85' | Verslag |                    | Estadio Cuscatlán, San Salvador Scheidsrechter: Keylor Herrera |

### Poule B
| Pos | Team            | Wed | W | G | V | Ptn | DV | DT | +/− | Kwalificatie                 |        | Vlag van Canada | Vlag van Suriname | Vlag van Bermuda | Vlag van Aruba | Vlag van Kaaimaneilanden |
| --- | --------------- | --- | - | - | - | --- | -- | -- | --- | ---------------------------- | ------ | --------------- | ----------------- | ---------------- | -------------- | ------------------------ |
| 1   | Canada          | 4   | 4 | 0 | 0 | 12  | 27 | 1  | +26 | Speelt tegen winnaar groep E |        | —               | 4 – 0             | 5 – 1            | —              | —                        |
| 2   | Suriname        | 4   | 3 | 0 | 1 | 9   | 15 | 4  | +11 |                              |        | —               | —                 | 6 – 0            | —              | 3 – 0                    |
| 3   | Bermuda         | 4   | 1 | 1 | 2 | 4   | 7  | 12 | −5  |                              | —      | —               | —                 | 5 – 0            | 1 – 1          |                          |
| 4   | Aruba           | 4   | 1 | 0 | 3 | 3   | 3  | 19 | −16 |                              | 0 – 7  | 0 – 6           | —                 | —                | —              |                          |
| 5   | Kaaimaneilanden | 4   | 0 | 1 | 3 | 1   | 2  | 18 | −16 |                              | 0 – 11 | —               | —                 | —                | —              |                          |

|                                                |                                       |         |                 |                                                                                          |
| 24 maart 2021 «onderlinge duels» 19:00 (UTC−3) | Suriname                              | 3 – 0   | Kaaimaneilanden | Dr. Ir. Franklin Essed Stadion, Paramaribo Toeschouwers: 500 Scheidsrechter: Jorge Pérez |
| 24 maart 2021 «onderlinge duels» 19:00 (UTC−3) | Pinas 21' Donk 38' (pen.) Vlijter 78' | Verslag |                 | Dr. Ir. Franklin Essed Stadion, Paramaribo Toeschouwers: 500 Scheidsrechter: Jorge Pérez |

|                                                |                                             |         |              | |
| 25 maart 2021 «onderlinge duels» 20:00 (UTC−4) | Canada                                      | 5 – 1   | Bermuda      | Orlando City Stadium, Orlando (Verenigde Staten) Toeschouwers: 0 Scheidsrechter: Armando Villarreal |
| 25 maart 2021 «onderlinge duels» 20:00 (UTC−4) | Larin 19', 27', 69' Laryea 53' Corbeanu 81' | Verslag | 63' Crichlow | Orlando City Stadium, Orlando (Verenigde Staten) Toeschouwers: 0 Scheidsrechter: Armando Villarreal |

|                                                |       |         |                                                                     |                                                                                         |
| 27 maart 2021 «onderlinge duels» 20:00 (UTC−4) | Aruba | 0 – 6   | Suriname                                                            | IMG Academy, Bradenton (Verenigde Staten) Toeschouwers: 0 Scheidsrechter: Ismail Elfath |
| 27 maart 2021 «onderlinge duels» 20:00 (UTC−4) |       | Verslag | 19', 37', 55' Hasselbaink 27' (e.d.) Croes 70' Jozefzoon 74' Alberg | IMG Academy, Bradenton (Verenigde Staten) Toeschouwers: 0 Scheidsrechter: Ismail Elfath |

|                                                |                 |         | |                                                                                     |
| 29 maart 2021 «onderlinge duels» 18:00 (UTC−4) | Kaaimaneilanden | 0 – 11  | Canada | IMG Academy, Bradenton (Verenigde Staten) Toeschouwers: 0 Scheidsrechter: Ted Unkel |
| 29 maart 2021 «onderlinge duels» 18:00 (UTC−4) |                 | Verslag | 6' Sturing 13' Larin 25' Wotherspoon 27' (pen.), 73' Davies 32', 63' Kaye 44' Johnston 68', 74', 76' Cavallini | IMG Academy, Bradenton (Verenigde Staten) Toeschouwers: 0 Scheidsrechter: Ted Unkel |

|                                                |                                                     |         |       |                                                                                      |
| 30 maart 2021 «onderlinge duels» 19:30 (UTC−3) | Bermuda                                             | 5 – 0   | Aruba | Nationaal Stadion, Devonshire Toeschouwers: 29 Scheidsrechter: Jaime Herrera Bonilla |
| 30 maart 2021 «onderlinge duels» 19:30 (UTC−3) | Crichlow 36', 80' Bather 40' Leverock 57' Scott 64' | Verslag |       | Nationaal Stadion, Devonshire Toeschouwers: 29 Scheidsrechter: Jaime Herrera Bonilla |

|                                              |                      |         |                                |                                                                          |
| 2 juni 2021 «onderlinge duels» 18:00 (UTC−4) | Kaaimaneilanden      | 1 – 3   | Aruba                          | IMG Academy, Bradenton (Verenigde Staten) Scheidsrechter: Luís Santander |
| 2 juni 2021 «onderlinge duels» 18:00 (UTC−4) | J. Ebanks 30' (pen.) | Verslag | 40', 75' John 45+2' Groothusen | IMG Academy, Bradenton (Verenigde Staten) Scheidsrechter: Luís Santander |

|                                              |                                                    |         |         |                                                                                          |
| 4 juni 2021 «onderlinge duels» 19:00 (UTC−3) | Suriname                                           | 6 – 0   | Bermuda | Dr. Ir. Franklin Essed Stadion, Paramaribo Toeschouwers: 0 Scheidsrechter: Mario Escobar |
| 4 juni 2021 «onderlinge duels» 19:00 (UTC−3) | Becker 3', 36' Hasselbaink 15', 37', 65' Pinas 74' | Verslag |         | Dr. Ir. Franklin Essed Stadion, Paramaribo Toeschouwers: 0 Scheidsrechter: Mario Escobar |

|                                              |       |         |                                                                                            |                                                                                        |
| 5 juni 2021 «onderlinge duels» 20:00 (UTC−4) | Aruba | 0 – 7   | Canada                                                                                     | IMG Academy, Bradenton (Verenigde Staten) Toeschouwers: 45 Scheidsrechter: Marco Ortíz |
| 5 juni 2021 «onderlinge duels» 20:00 (UTC−4) |       | Verslag | 17', 45+2' Cavallini 20' (pen.) Hoilett 49' Brault-Guillard 78' Davies 87' Larin 89' David | IMG Academy, Bradenton (Verenigde Staten) Toeschouwers: 45 Scheidsrechter: Marco Ortíz |

|                                              |          |         |                 |                                                                          |
| 8 juni 2021 «onderlinge duels» 20:00 (UTC−4) | Bermuda  | 1 – 1   | Kaaimaneilanden | IMG Academy, Bradenton (Verenigde Staten) Scheidsrechter: Rubiel Vazquez |
| 8 juni 2021 «onderlinge duels» 20:00 (UTC−4) | Hall 65' | Verslag | 23' M. Ebanks   | IMG Academy, Bradenton (Verenigde Staten) Scheidsrechter: Rubiel Vazquez |

|                                              |                                       |         |          |                                                                                         |
| 8 juni 2021 «onderlinge duels» 20:05 (UTC−5) | Canada                                | 4 – 0   | Suriname | Toyota Park, Bridgeview (Verenigde Staten) Toeschouwers: 0 Scheidsrechter: Nima Saghafi |
| 8 juni 2021 «onderlinge duels» 20:05 (UTC−5) | Davies 37' David 59', 73', 77' (pen.) | Verslag |          | Toyota Park, Bridgeview (Verenigde Staten) Toeschouwers: 0 Scheidsrechter: Nima Saghafi |

### Poule C
| Pos | Team                           | Wed | W | G | V | Ptn | DV | DT | +/− | Kwalificatie                 |       | Vlag van Curaçao | Vlag van Guatemala | Vlag van Cuba | Vlag van Saint Vincent en de Grenadines | Vlag van Britse Maagdeneilanden |
| --- | ------------------------------ | --- | - | - | - | --- | -- | -- | --- | ---------------------------- | ----- | ---------------- | ------------------ | ------------- | --------------------------------------- | ------------------------------- |
| 1   | Curaçao                        | 4   | 3 | 1 | 0 | 10  | 15 | 1  | +14 | Speelt tegen winnaar groep D |       | —                | 0 – 0              | —             | 5 – 0                                   | —                               |
| 2   | Guatemala                      | 4   | 3 | 1 | 0 | 10  | 14 | 0  | +14 |                              |       | —                | —                  | 1 – 0         | 10 – 0                                  | —                               |
| 3   | Cuba                           | 4   | 2 | 0 | 2 | 6   | 7  | 3  | +4  |                              | 1 – 2 | —                | —                  | —             | 5 – 0                                   |                                 |
| 4   | Saint Vincent en de Grenadines | 4   | 1 | 0 | 3 | 3   | 3  | 16 | −13 |                              | —     | —                | 0 – 1              | —             | 3 – 0                                   |                                 |
| 5   | Britse Maagdeneilanden         | 4   | 0 | 0 | 4 | 0   | 0  | 19 | −19 |                              | 0 – 8 | 0 – 3            | —                  | —             | —                                       |                                 |

|                                                |                 |         |            | |
| 24 maart 2021 «onderlinge duels» 17:00 (UTC−6) | Guatemala       | 1 – 0   | Cuba       | Estadio Doroteo Guamuch Flores, Guatemala-Stad Toeschouwers: 0 Scheidsrechter: Benjamin Pineda Avila |
| 24 maart 2021 «onderlinge duels» 17:00 (UTC−6) | L. Martínez 59' | Verslag | 61' Espino | Estadio Doroteo Guamuch Flores, Guatemala-Stad Toeschouwers: 0 Scheidsrechter: Benjamin Pineda Avila |

|                                                |                                                         |         |                                |                                                                                  |
| 25 maart 2021 «onderlinge duels» 20:00 (UTC−4) | Curaçao                                                 | 5 – 0   | Saint Vincent en de Grenadines | Ergilio Hatostadion, Willemstad Toeschouwers: 0 Scheidsrechter: Ricangel de Leça |
| 25 maart 2021 «onderlinge duels» 20:00 (UTC−4) | J. Bacuna 1', 35' Van den Hurk 17' Antonia 45' Hooi 87' | Verslag |                                | Ergilio Hatostadion, Willemstad Toeschouwers: 0 Scheidsrechter: Ricangel de Leça |

|                                                |                        |         |                                       |                                                                                         |
| 27 maart 2021 «onderlinge duels» 20:00 (UTC−4) | Britse Maagdeneilanden | 0 – 3   | Guatemala                             | Ergilio Hatostadion, Willemstad (Curaçao) Toeschouwers: 0 Scheidsrechter: Oscar Moncada |
| 27 maart 2021 «onderlinge duels» 20:00 (UTC−4) | Medway 88'             | Verslag | 21' Lom 44' Hernández 81' Betancourth | Ergilio Hatostadion, Willemstad (Curaçao) Toeschouwers: 0 Scheidsrechter: Oscar Moncada |

|                                                |                  |         |                            | |
| 28 maart 2021 «onderlinge duels» 15:00 (UTC−6) | Cuba             | 1 – 2   | Curaçao                    | Estadio Doroteo Guamuch Flores, Guatemala-Stad (Guatemala) Toeschouwers: 0 Scheidsrechter: Germán Stanley Martínez Miranda |
| 28 maart 2021 «onderlinge duels» 15:00 (UTC−6) | O. Hernández 27' | Verslag | 11' L. Bacuna 44' Benschop | Estadio Doroteo Guamuch Flores, Guatemala-Stad (Guatemala) Toeschouwers: 0 Scheidsrechter: Germán Stanley Martínez Miranda |

|                                                |                                  |         |                        |                                                                                          |
| 30 maart 2021 «onderlinge duels» 20:00 (UTC−4) | Saint Vincent en de Grenadines   | 3 – 0   | Britse Maagdeneilanden | Ergilio Hatostadion, Willemstad (Curaçao) Toeschouwers: 0 Scheidsrechter: Henry Bejarano |
| 30 maart 2021 «onderlinge duels» 20:00 (UTC−4) | Anderson 10' Sam 20' Solomon 86' | Verslag |                        | Ergilio Hatostadion, Willemstad (Curaçao) Toeschouwers: 0 Scheidsrechter: Henry Bejarano |

|                                              |                                                                      |         |                        | |
| 2 juni 2021 «onderlinge duels» 15:30 (UTC−6) | Cuba                                                                 | 5 – 0   | Britse Maagdeneilanden | Estadio Doroteo Guamuch Flores, Guatemala-Stad (Guatemala) Toeschouwers: 0 Scheidsrechter: Jose Raul Torres Rivera |
| 2 juni 2021 «onderlinge duels» 15:30 (UTC−6) | Paradela 33' O. Hernández 68' M. Reyes 76' Cavafe 80' D. Reyes 90+1' | Verslag |                        | Estadio Doroteo Guamuch Flores, Guatemala-Stad (Guatemala) Toeschouwers: 0 Scheidsrechter: Jose Raul Torres Rivera |

|                                              | |         |                                | |
| 4 juni 2021 «onderlinge duels» 16:00 (UTC−6) | Guatemala | 10 – 0  | Saint Vincent en de Grenadines | Estadio Doroteo Guamuch Flores, Guatemala-Stad Toeschouwers: 0 Scheidsrechter: Erick Moisés Lezama Pavón |
| 4 juni 2021 «onderlinge duels» 16:00 (UTC−6) | Lom 2' Barrientos 12' Santis 16' Hernández 33' (pen.) Gordillo 41' L. Martínez 52' Betancourth 66' Ceballos 79' (pen.) Vargas 85' Méndez 89' | Verslag |                                | Estadio Doroteo Guamuch Flores, Guatemala-Stad Toeschouwers: 0 Scheidsrechter: Erick Moisés Lezama Pavón |

|                                              |                        |         |                                                                                | |
| 5 juni 2021 «onderlinge duels» 15:00 (UTC−6) | Britse Maagdeneilanden | 0 – 8   | Curaçao                                                                        | Estadio Manuel Felipe Carrera, Guatemala-Stad (Guatemala) Toeschouwers: 0 Scheidsrechter: William Anderson |
| 5 juni 2021 «onderlinge duels» 15:00 (UTC−6) |                        | Verslag | 7' Kuwas 9', 27' Maria 11' L. Bacuna 18' (pen.), 22' Benschop 57', 90+1' Gorré | Estadio Manuel Felipe Carrera, Guatemala-Stad (Guatemala) Toeschouwers: 0 Scheidsrechter: William Anderson |

|                                              |                                |         |              | |
| 8 juni 2021 «onderlinge duels» 16:00 (UTC−4) | Saint Vincent en de Grenadines | 0 – 1   | Cuba         | Kirani James Atletiekstadion, St. George's (Grenada) Toeschouwers: 50 Scheidsrechter: Fernando Guerrero |
| 8 juni 2021 «onderlinge duels» 16:00 (UTC−4) |                                | Verslag | 64' M. Reyes | Kirani James Atletiekstadion, St. George's (Grenada) Toeschouwers: 50 Scheidsrechter: Fernando Guerrero |

|                                              |         |       |           |                                                                                       |
| 8 juni 2021 «onderlinge duels» 20:00 (UTC−4) | Curaçao | 0 – 0 | Guatemala | Ergilio Hatostadion, Willemstad Toeschouwers: 3.000 Scheidsrechter: Armando Villareal |
| 8 juni 2021 «onderlinge duels» 20:00 (UTC−4) | Verslag |       |           | Ergilio Hatostadion, Willemstad Toeschouwers: 3.000 Scheidsrechter: Armando Villareal |

### Poule D
| Pos | Team                   | Wed | W | G | V | Ptn | DV | DT | +/− | Kwalificatie                 |        | Vlag van Panama | Vlag van Dominicaanse Republiek | Vlag van Barbados | Vlag van Dominica | Vlag van Anguilla |
| --- | ---------------------- | --- | - | - | - | --- | -- | -- | --- | ---------------------------- | ------ | --------------- | ------------------------------- | ----------------- | ----------------- | ----------------- |
| 1   | Panama                 | 4   | 4 | 0 | 0 | 12  | 19 | 1  | +18 | Speelt tegen winnaar groep C |        | —               | 3 – 0                           | 1 – 0             | —                 | —                 |
| 2   | Dominicaanse Republiek | 4   | 2 | 1 | 1 | 7   | 8  | 4  | +4  |                              |        | —               | —                               | 1 – 1             | 1 – 0             | —                 |
| 3   | Barbados               | 4   | 1 | 2 | 1 | 5   | 3  | 3  | 0   |                              | —      | —               | —                               | 1 – 1             | 1 – 0             |                   |
| 4   | Dominica               | 4   | 1 | 1 | 2 | 4   | 5  | 4  | +1  |                              | 1 – 2  | —               | —                               | —                 | 3 – 0             |                   |
| 5   | Anguilla               | 4   | 0 | 0 | 4 | 0   | 0  | 23 | −23 |                              | 0 – 13 | 0 – 6           | —                               | —                 | —                 |                   |

|                                                |                        |         |          |                                                                                                |
| 24 maart 2021 «onderlinge duels» 19:00 (UTC−4) | Dominicaanse Republiek | 1 – 0   | Dominica | Estadio Olímpico Félix Sánchez, Santo Domingo Toeschouwers: 0 Scheidsrechter: William Anderson |
| 24 maart 2021 «onderlinge duels» 19:00 (UTC−4) | Núñez 52'              | Verslag |          | Estadio Olímpico Félix Sánchez, Santo Domingo Toeschouwers: 0 Scheidsrechter: William Anderson |

|                                                |           |         |          | |
| 25 maart 2021 «onderlinge duels» 20:00 (UTC−4) | Panama    | 1 – 0   | Barbados | Estadio Olímpico Félix Sánchez, Santo Domingo (Dominicaanse Republiek) Toeschouwers: 0 Scheidsrechter: Nima Saghafi |
| 25 maart 2021 «onderlinge duels» 20:00 (UTC−4) | Catuy 82' | Verslag |          | Estadio Olímpico Félix Sánchez, Santo Domingo (Dominicaanse Republiek) Toeschouwers: 0 Scheidsrechter: Nima Saghafi |

|                                                |          |         |                                                                 | |
| 27 maart 2021 «onderlinge duels» 18:00 (UTC−4) | Anguilla | 0 – 6   | Dominicaanse Republiek                                          | Inter Miami CF Stadium, Fort Lauderdale (Verenigde Staten) Toeschouwers: 0 Scheidsrechter: Rubiel Vázquez |
| 27 maart 2021 «onderlinge duels» 18:00 (UTC−4) |          | Verslag | 22' (pen.), 27' Romero 25', 46' Lorenzo 66' Peralta 75' Espinal | Inter Miami CF Stadium, Fort Lauderdale (Verenigde Staten) Toeschouwers: 0 Scheidsrechter: Rubiel Vázquez |

|                                                |             |         |                               | |
| 28 maart 2021 «onderlinge duels» 16:00 (UTC−4) | Dominica    | 1 – 2   | Panama                        | Estadio Olímpico Félix Sánchez, Santo Domingo (Dominicaanse Republiek) Toeschouwers: 1.500 Scheidsrechter: Marco Antonio Ortíz Nava |
| 28 maart 2021 «onderlinge duels» 16:00 (UTC−4) | Laville 82' | Verslag | 28' (e.d.) Thomas 85' Fajardo | Estadio Olímpico Félix Sánchez, Santo Domingo (Dominicaanse Republiek) Toeschouwers: 1.500 Scheidsrechter: Marco Antonio Ortíz Nava |

|                                                |               |         |          | |
| 30 maart 2021 «onderlinge duels» 19:30 (UTC−4) | Barbados      | 1 – 0   | Anguilla | Estadio Olímpico Félix Sánchez, Santo Domingo (Dominicaanse Republiek) Toeschouwers: 0 Scheidsrechter: Diego Montaño Robles |
| 30 maart 2021 «onderlinge duels» 19:30 (UTC−4) | Saimovici 81' | Verslag |          | Estadio Olímpico Félix Sánchez, Santo Domingo (Dominicaanse Republiek) Toeschouwers: 0 Scheidsrechter: Diego Montaño Robles |

|                                              |                                    |         |          | |
| 2 juni 2021 «onderlinge duels» 15:00 (UTC−4) | Dominica                           | 3 – 0   | Anguilla | Estadio Olímpico Félix Sánchez, Santo Domingo (Dominicaanse Republiek) Toeschouwers: 0 Scheidsrechter: Kimbell Ward |
| 2 juni 2021 «onderlinge duels» 15:00 (UTC−4) | Thomas 3' C. Bertrand 34' Wade 42' | Verslag |          | Estadio Olímpico Félix Sánchez, Santo Domingo (Dominicaanse Republiek) Toeschouwers: 0 Scheidsrechter: Kimbell Ward |

|                                              |                        |         |                  | |
| 4 juni 2021 «onderlinge duels» 19:00 (UTC−4) | Dominicaanse Republiek | 1 – 1   | Barbados         | Estadio Olímpico Félix Sánchez, Santo Domingo Toeschouwers: 0 Scheidsrechter: Germán Stanley Martínez Miranda |
| 4 juni 2021 «onderlinge duels» 19:00 (UTC−4) | Rodríguez 90+2'        | Verslag | 42' Reid-Stephen | Estadio Olímpico Félix Sánchez, Santo Domingo Toeschouwers: 0 Scheidsrechter: Germán Stanley Martínez Miranda |

|                                              |          |         | |                                                                                          |
| 5 juni 2021 «onderlinge duels» 19:00 (UTC−5) | Anguilla | 0 – 13  | Panama | Estadio Rod Carew, Panama-Stad (Panama) Toeschouwers: 5.000 Scheidsrechter: Sergio Reyna |
| 5 juni 2021 «onderlinge duels» 19:00 (UTC−5) |          | Verslag | 7', 18' Cooper 31' Aguilar 35' (pen.), 53', 70', 83' (pen.) Torres 48' (e.d.) Smith 50' Waterman 58' Camargo 73' Catuy 84' Quintero 90' Palacios | Estadio Rod Carew, Panama-Stad (Panama) Toeschouwers: 5.000 Scheidsrechter: Sergio Reyna |

|                                              |               |         |          | |
| 8 juni 2021 «onderlinge duels» 19:00 (UTC−4) | Barbados      | 1 – 1   | Dominica | Estadio Olímpico Félix Sánchez, Santo Domingo (Dominicaanse Republiek) Toeschouwers: 0 Scheidsrechter: Jaime Herrera Bonilla |
| 8 juni 2021 «onderlinge duels» 19:00 (UTC−4) | Saimovici 48' | Verslag | 57' Wade | Estadio Olímpico Félix Sánchez, Santo Domingo (Dominicaanse Republiek) Toeschouwers: 0 Scheidsrechter: Jaime Herrera Bonilla |

|                                              |                                    |         |                        |                                                                         |
| 8 juni 2021 «onderlinge duels» 20:00 (UTC−5) | Panama                             | 3 – 0   | Dominicaanse Republiek | Estadio Rod Carew, Panama-Stad Scheidsrechter: Walter López Castellanos |
| 8 juni 2021 «onderlinge duels» 20:00 (UTC−5) | Godoy 8' Bárcenas 67' Waterman 86' | Verslag |                        | Estadio Rod Carew, Panama-Stad Scheidsrechter: Walter López Castellanos |

### Poule E
| Pos | Team                     | Wed | W | G | V | Ptn | DV | DT | +/− | Kwalificatie                 |        | Vlag van Haïti | Vlag van Nicaragua | Vlag van Belize | Vlag van Turks- en Caicoseilanden | Vlag van Saint Lucia |
| --- | ------------------------ | --- | - | - | - | --- | -- | -- | --- | ---------------------------- | ------ | -------------- | ------------------ | --------------- | --------------------------------- | -------------------- |
| 1   | Haïti                    | 3   | 3 | 0 | 0 | 9   | 13 | 0  | +13 | Speelt tegen winnaar groep B |        | —              | 1 – 0              | 2 – 0           | —                                 | —                    |
| 2   | Nicaragua                | 3   | 2 | 0 | 1 | 6   | 10 | 1  | +9  |                              |        | —              | —                  | 3 – 0           | —                                 | —                    |
| 3   | Belize                   | 3   | 1 | 0 | 2 | 3   | 5  | 5  | 0   |                              | —      | —              | —                  | 5 – 0           | —                                 |                      |
| 4   | Turks- en Caicoseilanden | 3   | 0 | 0 | 3 | 0   | 0  | 22 | −22 |                              | 0 – 10 | 0 – 7          | —                  | —               | —                                 |                      |
| 5   | Saint Lucia              | 0   | 0 | 0 | 0 | 0   | 0  | 0  | 0   | Teruggetrokken               |        | —              | —                  | —               | —                                 | —                    |

|                                                |                    |         |        |                                                                                                |
| 25 maart 2021 «onderlinge duels» 17:00 (UTC−4) | Haïti              | 2 – 0   | Belize | Sylvio Catorstadion, Port-au-Prince Toeschouwers: 300 Scheidsrechter: Walter López Castellanos |
| 25 maart 2021 «onderlinge duels» 17:00 (UTC−4) | Adé 50' Séance 81' | Verslag |        | Sylvio Catorstadion, Port-au-Prince Toeschouwers: 300 Scheidsrechter: Walter López Castellanos |

|                                                |                          |         |                                                                 | |
| 27 maart 2021 «onderlinge duels» 19:00 (UTC−4) | Turks- en Caicoseilanden | 0 – 7   | Nicaragua                                                       | Estadio Panamericano, San Cristóbal (Dominicaanse Republiek) Toeschouwers: 0 Scheidsrechter: William Anderson |
| 27 maart 2021 «onderlinge duels» 19:00 (UTC−4) |                          | Verslag | 3', 59' Barrera 8', 45+2' Smith 46' Fletes 78' Forbes 87' Belli | Estadio Panamericano, San Cristóbal (Dominicaanse Republiek) Toeschouwers: 0 Scheidsrechter: William Anderson |

|                                                |                                                             |         |                          | |
| 30 maart 2021 «onderlinge duels» 19:00 (UTC−4) | Belize                                                      | 5 – 0   | Turks- en Caicoseilanden | Estadio Panamericano, San Cristóbal (Dominicaanse Republiek) Toeschouwers: 0 Scheidsrechter: Nima Saghafi |
| 30 maart 2021 «onderlinge duels» 19:00 (UTC−4) | Bernárdez 45+3', 48' August 47' Nembhard 81' McCaulay 90+1' | Verslag |                          | Estadio Panamericano, San Cristóbal (Dominicaanse Republiek) Toeschouwers: 0 Scheidsrechter: Nima Saghafi |

|                                              |                                       |         |        |                                                                               |
| 4 juni 2021 «onderlinge duels» 19:00 (UTC−6) | Nicaragua                             | 3 – 0   | Belize | Estadio Nacional, Managua Toeschouwers: 13.000 Scheidsrechter: Nelson Salgado |
| 4 juni 2021 «onderlinge duels» 19:00 (UTC−6) | Rodríguez 25' Bonilla 46' Barrera 51' | Verslag |        | Estadio Nacional, Managua Toeschouwers: 13.000 Scheidsrechter: Nelson Salgado |

|                                              |                          |         |                                                                                |                                                                                             |
| 5 juni 2021 «onderlinge duels» 15:00 (UTC−3) | Turks- en Caicoseilanden | 0 – 10  | Haïti                                                                          | TCIFA National Academy, Providenciales Toeschouwers: 0 Scheidsrechter: Diego Montaño Robles |
| 5 juni 2021 «onderlinge duels» 15:00 (UTC−3) |                          | Verslag | 27', 30', 34', 37' Nazon 42', 83' Antoine 53' Simonsen 75', 87', 90+2' Pierrot | TCIFA National Academy, Providenciales Toeschouwers: 0 Scheidsrechter: Diego Montaño Robles |

|                                              |                         |         |                  |                                                                                    |
| 8 juni 2021 «onderlinge duels» 17:00 (UTC−4) | Haïti                   | 1 – 0   | Nicaragua        | Sylvio Catorstadion, Port-au-Prince Toeschouwers: 0 Scheidsrechter: Kevin Morrison |
| 8 juni 2021 «onderlinge duels» 17:00 (UTC−4) | Etienne 63' Cantave 88' | Verslag | 34', 83' Serapio | Sylvio Catorstadion, Port-au-Prince Toeschouwers: 0 Scheidsrechter: Kevin Morrison |

### Poule F
| Pos | Team                 | Wed | W | G | V | Ptn | DV | DT | +/− | Kwalificatie                 |       | Vlag van Saint Kitts en Nevis | Vlag van Trinidad en Tobago | Vlag van Puerto Rico | Vlag van Guyana | Vlag van Bahama's |
| --- | -------------------- | --- | - | - | - | --- | -- | -- | --- | ---------------------------- | ----- | ----------------------------- | --------------------------- | -------------------- | --------------- | ----------------- |
| 1   | Saint Kitts en Nevis | 4   | 3 | 0 | 1 | 9   | 8  | 2  | +6  | Speelt tegen winnaar groep A |       | —                             | —                           | 1 – 0                | 3 – 0           | —                 |
| 2   | Trinidad en Tobago   | 4   | 2 | 2 | 0 | 8   | 6  | 1  | +5  |                              |       | 2 – 0                         | —                           | —                    | 3 – 0           | —                 |
| 3   | Puerto Rico          | 4   | 2 | 1 | 1 | 7   | 10 | 2  | +8  |                              | —     | 1 – 1                         | —                           | —                    | 7 – 0           |                   |
| 4   | Guyana               | 4   | 1 | 0 | 3 | 3   | 4  | 8  | −4  |                              | —     | —                             | 0 – 2                       | —                    | 4 – 0           |                   |
| 5   | Bahama's             | 4   | 0 | 1 | 3 | 1   | 0  | 15 | −15 |                              | 0 – 4 | 0 – 0                         | —                           | —                    | —               |                   |

|                                                |                      |         |             | |
| 24 maart 2021 «onderlinge duels» 19:00 (UTC−4) | Saint Kitts en Nevis | 1 – 0   | Puerto Rico | Estadio Panamericano, San Cristóbal (Dominicaanse Republiek) Toeschouwers: 0 Scheidsrechter: Randy Encarnación Solano |
| 24 maart 2021 «onderlinge duels» 19:00 (UTC−4) | Nelson 42'           | Verslag |             | Estadio Panamericano, San Cristóbal (Dominicaanse Republiek) Toeschouwers: 0 Scheidsrechter: Randy Encarnación Solano |

|                                                |                                    |         |        | |
| 25 maart 2021 «onderlinge duels» 19:00 (UTC−4) | Trinidad en Tobago                 | 3 – 0   | Guyana | Estadio Panamericano, San Cristóbal (Dominicaanse Republiek) Toeschouwers: 70 Scheidsrechter: Marco Antonio Ortíz Nava |
| 25 maart 2021 «onderlinge duels» 19:00 (UTC−4) | L. García 7' Bateau 15' Telfer 44' | Verslag |        | Estadio Panamericano, San Cristóbal (Dominicaanse Republiek) Toeschouwers: 70 Scheidsrechter: Marco Antonio Ortíz Nava |

|                                                |          |         |                                                |                                                                               |
| 27 maart 2021 «onderlinge duels» 19:00 (UTC−4) | Bahama's | 0 – 4   | Saint Kitts en Nevis                           | Thomas Robinsonstadion, Nassau Toeschouwers: 0 Scheidsrechter: Benbito Celima |
| 27 maart 2021 «onderlinge duels» 19:00 (UTC−4) |          | Verslag | 25', 65' Freeman 53' Rogers 82' Sterling-James | Thomas Robinsonstadion, Nassau Toeschouwers: 0 Scheidsrechter: Benbito Celima |

|                                                |               |         |                    |                                                                                    |
| 28 maart 2021 «onderlinge duels» 17:00 (UTC−4) | Puerto Rico   | 1 – 1   | Trinidad en Tobago | Mayagüez Atletiekstadion, Mayagüez Toeschouwers: 0 Scheidsrechter: Adonai Escobedo |
| 28 maart 2021 «onderlinge duels» 17:00 (UTC−4) | R. Rivera 72' | Verslag | 54' Jones          | Mayagüez Atletiekstadion, Mayagüez Toeschouwers: 0 Scheidsrechter: Adonai Escobedo |

|                                                |                                                  |         |          | |
| 30 maart 2021 «onderlinge duels» 15:00 (UTC−4) | Guyana                                           | 4 – 0   | Bahama's | Estadio Olímpico Félix Sánchez, Santo Domingo (Dominicaanse Republiek) Toeschouwers: 0 Scheidsrechter: Sergio Reyna |
| 30 maart 2021 «onderlinge duels» 15:00 (UTC−4) | Vancooten 8' Daniel 54' Glasgow 75' Welshman 81' | Verslag |          | Estadio Olímpico Félix Sánchez, Santo Domingo (Dominicaanse Republiek) Toeschouwers: 0 Scheidsrechter: Sergio Reyna |

|                                              |                                                                                 |         |          |                                                                                   |
| 2 juni 2021 «onderlinge duels» 18:00 (UTC−4) | Puerto Rico                                                                     | 7 – 0   | Bahama's | Mayagüez Atletiekstadion, Mayagüez Toeschouwers: 1.115 Scheidsrechter: Tori Penso |
| 2 juni 2021 «onderlinge duels» 18:00 (UTC−4) | Díaz 3' R. Rivera 13', 43' (pen.) Angking 31' Vega 62' Servania 66' Hayes 90+2' | Verslag |          | Mayagüez Atletiekstadion, Mayagüez Toeschouwers: 1.115 Scheidsrechter: Tori Penso |

|                                              |                                    |         |        |                                                                          |
| 4 juni 2021 «onderlinge duels» 16:00 (UTC−4) | Saint Kitts en Nevis               | 3 – 0   | Guyana | Warner Park, Basseterre Toeschouwers: 0 Scheidsrechter: Ricangel de Leça |
| 4 juni 2021 «onderlinge duels» 16:00 (UTC−4) | Freeman 9' (pen.), 36' Sawyers 67' | Verslag |        | Warner Park, Basseterre Toeschouwers: 0 Scheidsrechter: Ricangel de Leça |

|                                              |          |       |                    |                                                                               |
| 5 juni 2021 «onderlinge duels» 17:00 (UTC−4) | Bahama's | 0 – 0 | Trinidad en Tobago | Thomas Robinsonstadion, Nassau Toeschouwers: 0 Scheidsrechter: Oliver Vergara |
| 5 juni 2021 «onderlinge duels» 17:00 (UTC−4) | Verslag  |       |                    | Thomas Robinsonstadion, Nassau Toeschouwers: 0 Scheidsrechter: Oliver Vergara |

|                                              |        |         |                                  | |
| 8 juni 2021 «onderlinge duels» 16:00 (UTC−4) | Guyana | 0 – 2   | Puerto Rico                      | Warner Park, Basseterre (Saint Kitts en Nevis) Toeschouwers: 0 Scheidsrechter: Ismael Cornejo Meléndez |
| 8 juni 2021 «onderlinge duels» 16:00 (UTC−4) |        | Verslag | 12' R. Rivera 25' (pen.) Angking | Warner Park, Basseterre (Saint Kitts en Nevis) Toeschouwers: 0 Scheidsrechter: Ismael Cornejo Meléndez |

|                                              |                         |         |                      | |
| 8 juni 2021 «onderlinge duels» 17:00 (UTC−4) | Trinidad en Tobago      | 2 – 0   | Saint Kitts en Nevis | Estadio Olímpico Félix Sánchez, Santo Domingo (Dominicaanse Republiek) Toeschouwers: 0 Scheidsrechter: Randy Encarnacion Solano |
| 8 juni 2021 «onderlinge duels» 17:00 (UTC−4) | Muckette 36' Hyland 74' | Verslag |                      | Estadio Olímpico Félix Sánchez, Santo Domingo (Dominicaanse Republiek) Toeschouwers: 0 Scheidsrechter: Randy Encarnacion Solano |

## Tweede ronde
| Team 1               | Tot.  | Team 2      | 1e wedstr. | 2e wedstr. |
| -------------------- | ----- | ----------- | ---------- | ---------- |
| Saint Kitts en Nevis | 0 – 6 | El Salvador | 0 – 4      | 0 – 2      |
| Haïti                | 0 – 4 | Canada      | 0 – 1      | 0 – 3      |
| Panama               | 2 – 1 | Curaçao     | 2 – 1      | 0 – 0      |

|                                               |                      |         |                                            |                                                                        |
| 12 juni 2021 «onderlinge duels» 16:00 (UTC−4) | Saint Kitts en Nevis | 0 – 4   | El Salvador                                | Warner Park, Basseterre Toeschouwers: 0 Scheidsrechter: Kevin Morrison |
| 12 juni 2021 «onderlinge duels» 16:00 (UTC−4) |                      | Verslag | 3', 27' Rugamas 20' Pérez 64' (pen.) Cerén | Warner Park, Basseterre Toeschouwers: 0 Scheidsrechter: Kevin Morrison |

|                                               |                     |         |                      |                                                                                |
| 15 juni 2021 «onderlinge duels» 19:05 (UTC−6) | El Salvador         | 2 – 0   | Saint Kitts en Nevis | Estadio Cuscatlán, San Salvador Toeschouwers: 0 Scheidsrechter: Keylor Herrera |
| 15 juni 2021 «onderlinge duels» 19:05 (UTC−6) | Pérez 24' Mayen 87' | Verslag |                      | Estadio Cuscatlán, San Salvador Toeschouwers: 0 Scheidsrechter: Keylor Herrera |

El Salvador won met 6 – 0 over twee wedstrijden en kwalificeerde zich voor de derde ronde.
|                                               |       |         |           |                                                                                |
| 12 juni 2021 «onderlinge duels» 17:00 (UTC−4) | Haïti | 0 – 1   | Canada    | Sylvio Catorstadion, Port-au-Prince Toeschouwers: 0 Scheidsrechter: John Pitti |
| 12 juni 2021 «onderlinge duels» 17:00 (UTC−4) |       | Verslag | 14' Larin | Sylvio Catorstadion, Port-au-Prince Toeschouwers: 0 Scheidsrechter: John Pitti |

|                                               |                                           |         |       |                                                                                           |
| 15 juni 2021 «onderlinge duels» 20:00 (UTC−5) | Canada                                    | 3 – 0   | Haïti | Toyota Park, Bridgeview (Verenigde Staten) Toeschouwers: 0 Scheidsrechter: Rubiel Vazquez |
| 15 juni 2021 «onderlinge duels» 20:00 (UTC−5) | Duverger 46' (e.d.) Larin 74' Hoilett 89' | Verslag |       | Toyota Park, Bridgeview (Verenigde Staten) Toeschouwers: 0 Scheidsrechter: Rubiel Vazquez |

Canada won met 4 – 0 over twee wedstrijden en kwalificeerde zich voor de derde ronde.
|                                               |                           |         |           |                                                                                                   |
| 12 juni 2021 «onderlinge duels» 18:05 (UTC−5) | Panama                    | 2 – 1   | Curaçao   | Estadio National Rod Carew, Panama-Stad Toeschouwers: 7.000 Scheidsrechter: Jaime Herrera Bonilla |
| 12 juni 2021 «onderlinge duels» 18:05 (UTC−5) | Quintero 55' Waterman 77' | Verslag | 87' Janga | Estadio National Rod Carew, Panama-Stad Toeschouwers: 7.000 Scheidsrechter: Jaime Herrera Bonilla |

|                                               |         |       |        |                                                                                 |
| 15 juni 2021 «onderlinge duels» 20:00 (UTC−4) | Curaçao | 0 – 0 | Panama | Ergilio Hatostadion, Willemstad Toeschouwers: 2.760 Scheidsrechter: Marco Ortíz |
| 15 juni 2021 «onderlinge duels» 20:00 (UTC−4) | Verslag |       |        | Ergilio Hatostadion, Willemstad Toeschouwers: 2.760 Scheidsrechter: Marco Ortíz |

Panama won met 2 – 1 over twee wedstrijden en kwalificeerde zich voor de derde ronde.

## Finaleronde
Een loting, die plaatsvond op 19 augustus 2020 om 19:00 (CET) in Zürich, bepaalde wat de volgorde van de wedstrijden is.

### Stand
| Pos | Team             | Wed | W | G | V  | Ptn | DV | DT | +/− | Kwalificatie                              |       | Vlag van Canada | Vlag van Mexico | Vlag van Verenigde Staten | Vlag van Costa Rica | Vlag van Panama | Vlag van Jamaica | Vlag van El Salvador | Vlag van Honduras |
| --- | ---------------- | --- | - | - | -- | --- | -- | -- | --- | ----------------------------------------- | ----- | --------------- | --------------- | ------------------------- | ------------------- | --------------- | ---------------- | -------------------- | ----------------- |
| 1   | Canada           | 14  | 8 | 4 | 2  | 28  | 23 | 7  | +16 | Geplaatst voor het WK 2022                |       |                 | 2 – 1           | 2 – 0                     | 1 – 0               | 4 – 1           | 4 – 0            | 3 – 0                | 1 – 1             |
| 2   | Mexico           | 14  | 8 | 4 | 2  | 28  | 17 | 8  | +9  | Geplaatst voor het WK 2022                |       | 1 – 1           |                 | 0 – 0                     | 0 – 0               | 1 – 0           | 2 – 1            | 2 – 0                | 3 – 0             |
| 3   | Verenigde Staten | 14  | 7 | 4 | 3  | 25  | 21 | 10 | +11 | Geplaatst voor het WK 2022                |       | 1 – 1           | 2 – 0           |                           | 2 – 1               | 5 – 1           | 2 – 0            | 1 – 0                | 3 – 0             |
| 4   | Costa Rica       | 14  | 7 | 4 | 3  | 25  | 13 | 8  | +5  | Geplaatst voor intercontinentale play-off |       | 1 – 0           | 0 – 1           | 2 – 0                     |                     | 1 – 0           | 1 – 1            | 2 – 1                | 2 – 1             |
| 5   | Panama           | 14  | 6 | 3 | 5  | 21  | 17 | 19 | −2  |                                           |       | 1 – 0           | 1 – 1           | 1 – 0                     | 0 – 0               |                 | 3 – 2            | 2 – 1                | 1 – 1             |
| 6   | Jamaica          | 14  | 2 | 5 | 7  | 11  | 12 | 22 | −10 |                                           | 0 – 0 | 1 – 2           | 1 – 1           | 0 – 1                     | 0 – 3               |                 | 1 – 1            | 2 – 1                |                   |
| 7   | El Salvador      | 14  | 2 | 4 | 8  | 10  | 8  | 18 | −10 |                                           | 0 – 2 | 0 – 2           | 0 – 0           | 1 – 2                     | 1 – 0               | 1 – 1           |                  | 0 – 0                |                   |
| 8   | Honduras         | 14  | 0 | 4 | 10 | 4   | 7  | 26 | −19 |                                           | 0 – 2 | 0 – 1           | 1 – 4           | 0 – 0                     | 2 – 3               | 0 – 2           | 0 – 2            |                      |                   |

### Wedstrijden
|                                                   |                  |         |                     |                                                                           |
| 2 september 2021 «onderlinge duels» 20:05 (UTC−4) | Canada           | 1 – 1   | Honduras            | BMO Field, Toronto Toeschouwers: 14.822 Scheidsrechter: Fernando Guerrero |
| 2 september 2021 «onderlinge duels» 20:05 (UTC−4) | Larin 66' (pen.) | Verslag | 40' (pen.) A. López | BMO Field, Toronto Toeschouwers: 14.822 Scheidsrechter: Fernando Guerrero |

|                                                   |         |       |            |                                                                                        |
| 2 september 2021 «onderlinge duels» 20:05 (UTC−5) | Panama  | 0 – 0 | Costa Rica | Estadio Rommel Fernández, Panama-Stad Toeschouwers: 14.000 Scheidsrechter: Iván Barton |
| 2 september 2021 «onderlinge duels» 20:05 (UTC−5) | Verslag |       |            | Estadio Rommel Fernández, Panama-Stad Toeschouwers: 14.000 Scheidsrechter: Iván Barton |

|                                                   |                     |         |               |                                                                          |
| 2 september 2021 «onderlinge duels» 21:00 (UTC−5) | Mexico              | 2 – 1   | Jamaica       | Aztekenstadion, Mexico-Stad Toeschouwers: 0 Scheidsrechter: Selvin Brown |
| 2 september 2021 «onderlinge duels» 21:00 (UTC−5) | Vega 50' Martín 89' | Verslag | 65' Nicholson | Aztekenstadion, Mexico-Stad Toeschouwers: 0 Scheidsrechter: Selvin Brown |

|                                                   |             |       |                  |                                                                                            |
| 2 september 2021 «onderlinge duels» 20:05 (UTC−6) | El Salvador | 0 – 0 | Verenigde Staten | Estadio Cuscatlán, San Salvador Toeschouwers: 29.000 Scheidsrechter: Juan Gabriel Calderon |
| 2 september 2021 «onderlinge duels» 20:05 (UTC−6) | Verslag     |       |                  | Estadio Cuscatlán, San Salvador Toeschouwers: 29.000 Scheidsrechter: Juan Gabriel Calderon |

|                                                   |         |         |                                        |                                                                            |
| 5 september 2021 «onderlinge duels» 17:00 (UTC−5) | Jamaica | 0 – 3   | Panama                                 | Independence Park, Kingston Toeschouwers: 0 Scheidsrechter: Ismael Cornejo |
| 5 september 2021 «onderlinge duels» 17:00 (UTC−5) |         | Verslag | 14' Andrade 39' Blackburn 81' Waterman | Independence Park, Kingston Toeschouwers: 0 Scheidsrechter: Ismael Cornejo |

|                                                   |             |       |          |                                                                                               |
| 5 september 2021 «onderlinge duels» 17:00 (UTC−6) | El Salvador | 0 – 0 | Honduras | Estadio Cuscatlán, San Salvador Toeschouwers: 29.000 Scheidsrechter: Walter López Castellanos |
| 5 september 2021 «onderlinge duels» 17:00 (UTC−6) | Verslag     |       |          | Estadio Cuscatlán, San Salvador Toeschouwers: 29.000 Scheidsrechter: Walter López Castellanos |

|                                                   |            |         |                     |                                                                              |
| 5 september 2021 «onderlinge duels» 17:00 (UTC−6) | Costa Rica | 0 – 1   | Mexico              | Estadio Nacional, San José Toeschouwers: 3.000 Scheidsrechter: Ismail Elfath |
| 5 september 2021 «onderlinge duels» 17:00 (UTC−6) |            | Verslag | 45+1' (pen.) Pineda | Estadio Nacional, San José Toeschouwers: 3.000 Scheidsrechter: Ismail Elfath |

|                                                   |                  |         |           |                                                                              |
| 5 september 2021 «onderlinge duels» 19:00 (UTC−5) | Verenigde Staten | 1 – 1   | Canada    | Nissan Stadium, Nashville Toeschouwers: 43.028 Scheidsrechter: Oshane Nation |
| 5 september 2021 «onderlinge duels» 19:00 (UTC−5) | Aaronson 55'     | Verslag | 62' Larin | Nissan Stadium, Nashville Toeschouwers: 43.028 Scheidsrechter: Oshane Nation |

|                                                   |                                      |         |             |                                                                         |
| 8 september 2021 «onderlinge duels» 19:30 (UTC−4) | Canada                               | 3 – 0   | El Salvador | BMO Field, Toronto Toeschouwers: 15.000 Scheidsrechter: Ricardo Montero |
| 8 september 2021 «onderlinge duels» 19:30 (UTC−4) | Hutchinson 6' David 11' Buchanan 59' | Verslag |             | BMO Field, Toronto Toeschouwers: 15.000 Scheidsrechter: Ricardo Montero |

|                                                   |               |         |            |                                                                                          |
| 8 september 2021 «onderlinge duels» 19:05 (UTC−5) | Panama        | 1 – 1   | Mexico     | Estadio Rommel Fernández, Panama-Stad Toeschouwers: 16.000 Scheidsrechter: Mario Escobar |
| 8 september 2021 «onderlinge duels» 19:05 (UTC−5) | Blackburn 28' | Verslag | 76' Corona | Estadio Rommel Fernández, Panama-Stad Toeschouwers: 16.000 Scheidsrechter: Mario Escobar |

|                                                   |            |         |               |                                                                             |
| 8 september 2021 «onderlinge duels» 19:00 (UTC−6) | Costa Rica | 1 – 1   | Jamaica       | Estadio Nacional, San José Toeschouwers: 3.000 Scheidsrechter: Drew Fischer |
| 8 september 2021 «onderlinge duels» 19:00 (UTC−6) | Marín 3'   | Verslag | 47' Nicholson | Estadio Nacional, San José Toeschouwers: 3.000 Scheidsrechter: Drew Fischer |

|                                                   |          |         |                                                     | |
| 8 september 2021 «onderlinge duels» 20:30 (UTC−6) | Honduras | 1 – 4   | Verenigde Staten                                    | Estadio Olímpico Metropolitano, San Pedro Sula Toeschouwers: 31.000 Scheidsrechter: Fernando Hernández |
| 8 september 2021 «onderlinge duels» 20:30 (UTC−6) | Moya 27' | Verslag | 48' A. Robinson 75' Pepi 86' Aaronson 90+3' Lletget | Estadio Olímpico Metropolitano, San Pedro Sula Toeschouwers: 31.000 Scheidsrechter: Fernando Hernández |

|                                                 |                  |         |         |                                                                    |
| 7 oktober 2021 «onderlinge duels» 18:30 (UTC−5) | Verenigde Staten | 2 – 0   | Jamaica | Q2 Stadium, Austin Toeschouwers: 20.500 Scheidsrechter: Reon Radix |
| 7 oktober 2021 «onderlinge duels» 18:30 (UTC−5) | Pepi 49', 62'    | Verslag |         | Q2 Stadium, Austin Toeschouwers: 20.500 Scheidsrechter: Reon Radix |

|                                                 |          |       |            |                                                                                                   |
| 7 oktober 2021 «onderlinge duels» 18:05 (UTC−6) | Honduras | 0 – 0 | Costa Rica | Estadio Olímpico Metropolitano, San Pedro Sula Toeschouwers: 19.000 Scheidsrechter: Mario Escobar |
| 7 oktober 2021 «onderlinge duels» 18:05 (UTC−6) | Verslag  |       |            | Estadio Olímpico Metropolitano, San Pedro Sula Toeschouwers: 19.000 Scheidsrechter: Mario Escobar |

|                                                 |             |         |            |                                                                                 |
| 7 oktober 2021 «onderlinge duels» 20:40 (UTC−5) | Mexico      | 1 – 1   | Canada     | Aztekenstadion, Mexico-Stad Toeschouwers: 61.200 Scheidsrechter: Ismael Cornejo |
| 7 oktober 2021 «onderlinge duels» 20:40 (UTC−5) | Sánchez 21' | Verslag | 42' Osorio | Aztekenstadion, Mexico-Stad Toeschouwers: 61.200 Scheidsrechter: Ismael Cornejo |

|                                                 |               |         |        |                                                                                    |
| 7 oktober 2021 «onderlinge duels» 20:05 (UTC−6) | El Salvador   | 1 – 0   | Panama | Estadio Cuscatlán, San Salvador Toeschouwers: 10.000 Scheidsrechter: Oshane Nation |
| 7 oktober 2021 «onderlinge duels» 20:05 (UTC−6) | Hernández 37' | Verslag |        | Estadio Cuscatlán, San Salvador Toeschouwers: 10.000 Scheidsrechter: Oshane Nation |

|                                                  |         |       |        |                                                                            |
| 10 oktober 2021 «onderlinge duels» 17:00 (UTC−5) | Jamaica | 0 – 0 | Canada | Independence Park, Kingston Toeschouwers: 0 Scheidsrechter: Keylor Herrera |
| 10 oktober 2021 «onderlinge duels» 17:00 (UTC−5) | Verslag |       |        | Independence Park, Kingston Toeschouwers: 0 Scheidsrechter: Keylor Herrera |

|                                                  |                            |         |               |                                                                              |
| 10 oktober 2021 «onderlinge duels» 16:00 (UTC−6) | Costa Rica                 | 2 – 1   | El Salvador   | Estadio Nacional, San José Toeschouwers: 5.000 Scheidsrechter: Said Martínez |
| 10 oktober 2021 «onderlinge duels» 16:00 (UTC−6) | Ruiz 52' Borges 58' (pen.) | Verslag | 12' Henríquez | Estadio Nacional, San José Toeschouwers: 5.000 Scheidsrechter: Said Martínez |

|                                                  |           |         |                  |                                                                                               |
| 10 oktober 2021 «onderlinge duels» 17:00 (UTC−5) | Panama    | 1 – 0   | Verenigde Staten | Estadio Rommel Fernández, Panama-Stad Toeschouwers: 21.000 Scheidsrechter: César Arturo Ramos |
| 10 oktober 2021 «onderlinge duels» 17:00 (UTC−5) | Godoy 54' | Verslag |                  | Estadio Rommel Fernández, Panama-Stad Toeschouwers: 21.000 Scheidsrechter: César Arturo Ramos |

|                                                  |                                       |         |          |                                                                                |
| 10 oktober 2021 «onderlinge duels» 18:00 (UTC−5) | Mexico                                | 3 – 0   | Honduras | Aztekenstadion, Mexico-Stad Toeschouwers: 70.000 Scheidsrechter: Ismail Elfath |
| 10 oktober 2021 «onderlinge duels» 18:00 (UTC−5) | Córdova 18' Funes Mori 76' Lozano 86' | Verslag |          | Aztekenstadion, Mexico-Stad Toeschouwers: 70.000 Scheidsrechter: Ismail Elfath |

|                                                  |                             |         |            |                                                                                 |
| 13 oktober 2021 «onderlinge duels» 19:00 (UTC−4) | Verenigde Staten            | 2 – 1   | Costa Rica | Lower.com Field, Columbus Toeschouwers: 20.165 Scheidsrechter: Daneon Parchment |
| 13 oktober 2021 «onderlinge duels» 19:00 (UTC−4) | Dest 25' Moreira 66' (e.d.) | Verslag | 1' Fuller  | Lower.com Field, Columbus Toeschouwers: 20.165 Scheidsrechter: Daneon Parchment |

|                                                  |                                                      |         |              |                                                                           |
| 13 oktober 2021 «onderlinge duels» 19:30 (UTC−4) | Canada                                               | 4 – 1   | Panama       | BMO Field, Toronto Toeschouwers: 26.622 Scheidsrechter: Armando Villareal |
| 13 oktober 2021 «onderlinge duels» 19:30 (UTC−4) | Murillo 28' (e.d.) Davies 66' Buchanan 71' David 78' | Verslag | 5' Blackburn | BMO Field, Toronto Toeschouwers: 26.622 Scheidsrechter: Armando Villareal |

|                                                  |          |         |                      |                                                                                                 |
| 13 oktober 2021 «onderlinge duels» 18:05 (UTC−6) | Honduras | 0 – 2   | Jamaica              | Estadio Olímpico Metropolitano, San Pedro Sula Toeschouwers: 18.000 Scheidsrechter: Bryan López |
| 13 oktober 2021 «onderlinge duels» 18:05 (UTC−6) |          | Verslag | 38' Roofe 79' Fisher | Estadio Olímpico Metropolitano, San Pedro Sula Toeschouwers: 18.000 Scheidsrechter: Bryan López |

|                                                  |             |         |                                                 |                                                                                   |
| 13 oktober 2021 «onderlinge duels» 20:05 (UTC−6) | El Salvador | 0 – 2   | Mexico                                          | Estadio Cuscatlán, San Salvador Toeschouwers: 31.000 Scheidsrechter: Drew Fischer |
| 13 oktober 2021 «onderlinge duels» 20:05 (UTC−6) | Jacobo 49'  | Verslag | 30' Moreno 56', 67' Araujo 90+3' (pen.) Jiménez | Estadio Cuscatlán, San Salvador Toeschouwers: 31.000 Scheidsrechter: Drew Fischer |

|                                                   |                   |         |                                  |                                                                                                  |
| 12 november 2021 «onderlinge duels» 19:05 (UTC−6) | Honduras          | 2 – 3   | Panama                           | Estadio Olímpico Metropolitano, San Pedro Sula Toeschouwers: 10.000 Scheidsrechter: Drew Fischer |
| 12 november 2021 «onderlinge duels» 19:05 (UTC−6) | Elis 30' Moya 59' | Verslag | 77' Waterman 81' Yanis 85' Davis | Estadio Olímpico Metropolitano, San Pedro Sula Toeschouwers: 10.000 Scheidsrechter: Drew Fischer |

|                                                   |             |         |             |                                                                                              |
| 12 november 2021 «onderlinge duels» 20:00 (UTC−6) | El Salvador | 1 – 1   | Jamaica     | Estadio Cuscatlán, San Salvador Toeschouwers: 10.000 Scheidsrechter: José Raúl Torres Rivera |
| 12 november 2021 «onderlinge duels» 20:00 (UTC−6) | Roldan 90'  | Verslag | 82' Antonio | Estadio Cuscatlán, San Salvador Toeschouwers: 10.000 Scheidsrechter: José Raúl Torres Rivera |

|                                                   |           |         |            |                                                                                   |
| 12 november 2021 «onderlinge duels» 19:05 (UTC−7) | Canada    | 1 – 0   | Costa Rica | Commonwealth Stadium, Edmonton Toeschouwers: 48.806 Scheidsrechter: Ismail Elfath |
| 12 november 2021 «onderlinge duels» 19:05 (UTC−7) | David 57' | Verslag |            | Commonwealth Stadium, Edmonton Toeschouwers: 48.806 Scheidsrechter: Ismail Elfath |

|                                                   |                                               |         |        |                                                                          |
| 12 november 2021 «onderlinge duels» 21:10 (UTC−5) | Verenigde Staten                              | 2 – 0   | Mexico | TQL Stadium, Cincinnati Toeschouwers: 26.000 Scheidsrechter: Iván Barton |
| 12 november 2021 «onderlinge duels» 21:10 (UTC−5) | Pulisic 74' McKennie 85' M. Robinson 59', 89' | Verslag |        | TQL Stadium, Cincinnati Toeschouwers: 26.000 Scheidsrechter: Iván Barton |

|                                                   |             |         |                  |                                                                                       |
| 16 november 2021 «onderlinge duels» 17:00 (UTC−5) | Jamaica     | 1 – 1   | Verenigde Staten | Independence Park, Kingston Toeschouwers: 4.100 Scheidsrechter: Juan Gabriel Calderón |
| 16 november 2021 «onderlinge duels» 17:00 (UTC−5) | Antonio 22' | Verslag | 11' Weah         | Independence Park, Kingston Toeschouwers: 4.100 Scheidsrechter: Juan Gabriel Calderón |

|                                                   |                         |         |            |                                                                             |
| 16 november 2021 «onderlinge duels» 19:05 (UTC−6) | Costa Rica              | 2 – 1   | Honduras   | Estadio Nacional, San José Toeschouwers: 5.000 Scheidsrechter: Jair Marrufo |
| 16 november 2021 «onderlinge duels» 19:05 (UTC−6) | Duarte 20' Torres 90+5' | Verslag | 35' Quioto | Estadio Nacional, San José Toeschouwers: 5.000 Scheidsrechter: Jair Marrufo |

|                                                   |                          |         |              |                                                                                        |
| 16 november 2021 «onderlinge duels» 20:05 (UTC−5) | Panama                   | 2 – 1   | El Salvador  | Estadio Rommel Fernández, Panama-Stad Toeschouwers: 15.000 Scheidsrechter: Marco Ortíz |
| 16 november 2021 «onderlinge duels» 20:05 (UTC−5) | Waterman 50' Góndola 52' | Verslag | 1' Henríquez | Estadio Rommel Fernández, Panama-Stad Toeschouwers: 15.000 Scheidsrechter: Marco Ortíz |

|                                                   |                  |         |             |                                                                                   |
| 16 november 2021 «onderlinge duels» 19:05 (UTC−7) | Canada           | 2 – 1   | Mexico      | Commonwealth Stadium, Edmonton Toeschouwers: 44.212 Scheidsrechter: Mario Escobar |
| 16 november 2021 «onderlinge duels» 19:05 (UTC−7) | Larin 45+2', 52' | Verslag | 90' Herrera | Commonwealth Stadium, Edmonton Toeschouwers: 44.212 Scheidsrechter: Mario Escobar |

|                                                  |                  |         |             |                                                                            |
| 27 januari 2022 «onderlinge duels» 19:00 (UTC−5) | Verenigde Staten | 1 – 0   | El Salvador | Lower.com Field, Columbus Toeschouwers: 20.000 Scheidsrechter: Bryan López |
| 27 januari 2022 «onderlinge duels» 19:00 (UTC−5) | A. Robinson 52'  | Verslag |             | Lower.com Field, Columbus Toeschouwers: 20.000 Scheidsrechter: Bryan López |

|                                                  |                        |         |                     |                                                                            |
| 27 januari 2022 «onderlinge duels» 19:00 (UTC−5) | Jamaica                | 1 – 2   | Mexico              | Independence Park, Kingston Toeschouwers: 0 Scheidsrechter: Ismael Cornejo |
| 27 januari 2022 «onderlinge duels» 19:00 (UTC−5) | Lowe 45+2' Johnson 50' | Verslag | 81' Martín 83' Vega | Independence Park, Kingston Toeschouwers: 0 Scheidsrechter: Ismael Cornejo |

|                                                  |          |         |                                | |
| 27 januari 2022 «onderlinge duels» 19:05 (UTC−6) | Honduras | 0 – 2   | Canada                         | Estadio Olímpico Metropolitano, San Pedro Sula Toeschouwers: 10.000 Scheidsrechter: Daneon Parchment |
| 27 januari 2022 «onderlinge duels» 19:05 (UTC−6) |          | Verslag | 10' (e.d.) Maldonado 73' David | Estadio Olímpico Metropolitano, San Pedro Sula Toeschouwers: 10.000 Scheidsrechter: Daneon Parchment |

|                                                  |            |         |        |                                                                               |
| 27 januari 2022 «onderlinge duels» 20:05 (UTC−6) | Costa Rica | 1 – 0   | Panama | Estadio Nacional, San José Toeschouwers: 21.000 Scheidsrechter: Ismail Elfath |
| 27 januari 2022 «onderlinge duels» 20:05 (UTC−6) | Ruiz 65'   | Verslag |        | Estadio Nacional, San José Toeschouwers: 21.000 Scheidsrechter: Ismail Elfath |

|                                                  |                         |         |                  |                                                                              |
| 30 januari 2022 «onderlinge duels» 15:05 (UTC−5) | Canada                  | 2 – 0   | Verenigde Staten | Tim Hortons Field, Hamilton Toeschouwers: 12.000 Scheidsrechter: César Ramos |
| 30 januari 2022 «onderlinge duels» 15:05 (UTC−5) | Larin 7' Adekugbe 90+5' | Verslag |                  | Tim Hortons Field, Hamilton Toeschouwers: 12.000 Scheidsrechter: César Ramos |

|                                                  |                                       |         |                            |                                                                                    |
| 30 januari 2022 «onderlinge duels» 17:05 (UTC−5) | Panama                                | 3 – 2   | Jamaica                    | Estadio Rommel Fernández, Panama-Stad Toeschouwers: 0 Scheidsrechter: Selvin Brown |
| 30 januari 2022 «onderlinge duels» 17:05 (UTC−5) | Brown 43' (e.d.) Davis 51' Ariano 69' | Verslag | 5' (pen.) Antonio 87' Gray | Estadio Rommel Fernández, Panama-Stad Toeschouwers: 0 Scheidsrechter: Selvin Brown |

|                                                  |         |       |            |                                                                               |
| 30 januari 2022 «onderlinge duels» 17:00 (UTC−6) | Mexico  | 0 – 0 | Costa Rica | Aztekenstadion, Mexico-Stad Toeschouwers: 2.000 Scheidsrechter: Said Martínez |
| 30 januari 2022 «onderlinge duels» 17:00 (UTC−6) | Verslag |       |            | Aztekenstadion, Mexico-Stad Toeschouwers: 2.000 Scheidsrechter: Said Martínez |

|                                                  |          |         |                         |                                                                                                   |
| 30 januari 2022 «onderlinge duels» 18:05 (UTC−6) | Honduras | 0 – 2   | El Salvador             | Estadio Olímpico Metropolitano, San Pedro Sula Toeschouwers: 3.000 Scheidsrechter: Keylor Herrera |
| 30 januari 2022 «onderlinge duels» 18:05 (UTC−6) |          | Verslag | 35' Bonilla 90+2' Cerén | Estadio Olímpico Metropolitano, San Pedro Sula Toeschouwers: 3.000 Scheidsrechter: Keylor Herrera |

|                                                  |         |         |              |                                                                          |
| 2 februari 2022 «onderlinge duels» 19:00 (UTC−5) | Jamaica | 0 – 1   | Costa Rica   | Independence Park, Kingston Toeschouwers: 0 Scheidsrechter: Jair Marrufo |
| 2 februari 2022 «onderlinge duels» 19:00 (UTC−5) |         | Verslag | 62' Campbell | Independence Park, Kingston Toeschouwers: 0 Scheidsrechter: Jair Marrufo |

|                                                  |                                       |         |          |                                                                              |
| 2 februari 2022 «onderlinge duels» 18:30 (UTC−6) | Verenigde Staten                      | 3 – 0   | Honduras | Allianz Field, Saint Paul Toeschouwers: 19.202 Scheidsrechter: Oshane Nation |
| 2 februari 2022 «onderlinge duels» 18:30 (UTC−6) | McKennie 8' Zimmerman 37' Pulisic 67' | Verslag |          | Allianz Field, Saint Paul Toeschouwers: 19.202 Scheidsrechter: Oshane Nation |

|                                                  |             |         |                            |                                                                                       |
| 2 februari 2022 «onderlinge duels» 20:00 (UTC−6) | El Salvador | 0 – 2   | Canada                     | Estadio Cuscatlán, San Salvador Toeschouwers: 9.000 Scheidsrechter: Armando Villareal |
| 2 februari 2022 «onderlinge duels» 20:00 (UTC−6) |             | Verslag | 66' Hutchinson 90+3' David | Estadio Cuscatlán, San Salvador Toeschouwers: 9.000 Scheidsrechter: Armando Villareal |

|                                                  |                    |         |        |                                                                             |
| 2 februari 2022 «onderlinge duels» 21:00 (UTC−6) | Mexico             | 1 – 0   | Panama | Aztekenstadion, Mexico-Stad Toeschouwers: 2.000 Scheidsrechter: Iván Barton |
| 2 februari 2022 «onderlinge duels» 21:00 (UTC−6) | Jiménez 80' (pen.) | Verslag |        | Aztekenstadion, Mexico-Stad Toeschouwers: 2.000 Scheidsrechter: Iván Barton |

|                                                |          |         |              |                                                                                      |
| 24 maart 2022 «onderlinge duels» 18:05 (UTC−5) | Jamaica  | 1 – 1   | El Salvador  | Independence Park, Kingston Toeschouwers: 0 Scheidsrechter: Fernando Hernández Gómez |
| 24 maart 2022 «onderlinge duels» 18:05 (UTC−5) | Gray 72' | Verslag | 21' Zavaleta | Independence Park, Kingston Toeschouwers: 0 Scheidsrechter: Fernando Hernández Gómez |

|                                                |               |         |              |                                                                                          |
| 24 maart 2022 «onderlinge duels» 20:05 (UTC−5) | Panama        | 1 – 1   | Honduras     | Estadio Rommel Fernández, Panama-Stad Toeschouwers: 24.000 Scheidsrechter: Ismail Elfath |
| 24 maart 2022 «onderlinge duels» 20:05 (UTC−5) | Blackburn 23' | Verslag | 65' K. López | Estadio Rommel Fernández, Panama-Stad Toeschouwers: 24.000 Scheidsrechter: Ismail Elfath |

|                                                |         |       |                  |                                                                                |
| 24 maart 2022 «onderlinge duels» 20:00 (UTC−6) | Mexico  | 0 – 0 | Verenigde Staten | Aztekenstadion, Mexico-Stad Toeschouwers: 47.000 Scheidsrechter: Mario Escobar |
| 24 maart 2022 «onderlinge duels» 20:00 (UTC−6) | Verslag |       |                  | Aztekenstadion, Mexico-Stad Toeschouwers: 47.000 Scheidsrechter: Mario Escobar |

|                                                |              |         |               |                                                                               |
| 24 maart 2022 «onderlinge duels» 20:05 (UTC−6) | Costa Rica   | 1 – 0   | Canada        | Estadio Nacional, San José Toeschouwers: 34.000 Scheidsrechter: Said Martínez |
| 24 maart 2022 «onderlinge duels» 20:05 (UTC−6) | Borges 45+1' | Verslag | 15', 34' Kaye | Estadio Nacional, San José Toeschouwers: 34.000 Scheidsrechter: Said Martínez |

|                                                |                                                        |         |         |                                                                           |
| 27 maart 2022 «onderlinge duels» 16:05 (UTC−4) | Canada                                                 | 4 – 0   | Jamaica | BMO Field, Toronto Toeschouwers: 29.122 Scheidsrechter: Fernando Guerrero |
| 27 maart 2022 «onderlinge duels» 16:05 (UTC−4) | Larin 13' Buchanan 44' Hoilett 83' Mariappa 88' (e.d.) | Verslag |         | BMO Field, Toronto Toeschouwers: 29.122 Scheidsrechter: Fernando Guerrero |

|                                                |             |         |                              |                                                                  |
| 27 maart 2022 «onderlinge duels» 15:05 (UTC−6) | El Salvador | 1 – 2   | Costa Rica                   | Estadio Cuscatlán, San Salvador Scheidsrechter: Daneon Parchment |
| 27 maart 2022 «onderlinge duels» 15:05 (UTC−6) | Gil 31'     | Verslag | 30' Contreras 45+1' Campbell | Estadio Cuscatlán, San Salvador Scheidsrechter: Daneon Parchment |

|                                                |                                                                |         |           |                                                                                |
| 27 maart 2022 «onderlinge duels» 19:00 (UTC−4) | Verenigde Staten                                               | 5 – 1   | Panama    | Orlando City Stadium, Orlando Toeschouwers: 25.022 Scheidsrechter: Iván Barton |
| 27 maart 2022 «onderlinge duels» 19:00 (UTC−4) | Pulisic 17' (pen.), 45+4' (pen.), 65' Arriola 23' Ferreira 27' | Verslag | 86' Godoy | Orlando City Stadium, Orlando Toeschouwers: 25.022 Scheidsrechter: Iván Barton |

|                                                |          |         |             |                                                                                                   |
| 27 maart 2022 «onderlinge duels» 17:05 (UTC−6) | Honduras | 0 – 1   | Mexico      | Estadio Olímpico Metropolitano, San Pedro Sula Toeschouwers: 0 Scheidsrechter: Armando Villarreal |
| 27 maart 2022 «onderlinge duels» 17:05 (UTC−6) |          | Verslag | 70' Álvarez | Estadio Olímpico Metropolitano, San Pedro Sula Toeschouwers: 0 Scheidsrechter: Armando Villarreal |

|                                                |            |         |        |                                                                                        |
| 30 maart 2022 «onderlinge duels» 20:05 (UTC−5) | Panama     | 1 – 0   | Canada | Estadio Rommel Fernández, Panama-Stad Toeschouwers: 8.000 Scheidsrechter: Jair Marrufo |
| 30 maart 2022 «onderlinge duels» 20:05 (UTC−5) | Torres 49' | Verslag |        | Estadio Rommel Fernández, Panama-Stad Toeschouwers: 8.000 Scheidsrechter: Jair Marrufo |

|                                                |                                  |         |                   |                                                            |
| 30 maart 2022 «onderlinge duels» 20:05 (UTC−5) | Jamaica                          | 2 – 1   | Honduras          | Independence Park, Kingston Scheidsrechter: Keylor Herrera |
| 30 maart 2022 «onderlinge duels» 20:05 (UTC−5) | Bailey 39' (pen.) Morrison 45+2' | Verslag | 18' (pen.) Tejeda | Independence Park, Kingston Scheidsrechter: Keylor Herrera |

|                                                |                               |         |             |                                                           |
| 30 maart 2022 «onderlinge duels» 19:05 (UTC−6) | Mexico                        | 2 – 0   | El Salvador | Aztekenstadion, Mexico-Stad Scheidsrechter: Oshane Nation |
| 30 maart 2022 «onderlinge duels» 19:05 (UTC−6) | Antuna 17' Jiménez 43' (pen.) | Verslag |             | Aztekenstadion, Mexico-Stad Scheidsrechter: Oshane Nation |

|                                                |                          |         |                  |                                                                              |
| 30 maart 2022 «onderlinge duels» 19:05 (UTC−6) | Costa Rica               | 2 – 0   | Verenigde Staten | Estadio Nacional, San José Toeschouwers: 35.000 Scheidsrechter: Drew Fischer |
| 30 maart 2022 «onderlinge duels» 19:05 (UTC−6) | Vargas 51' Contreras 59' | Verslag |                  | Estadio Nacional, San José Toeschouwers: 35.000 Scheidsrechter: Drew Fischer |

## Intercontinentale play-off
De nummer vier uit de vijfde ronde speelt play-offs tegen de winnaar van de OFC-finale voor een plaats in de eindronde.
| Team 1     | Res.  | Team 2        |
| ---------- | ----- | ------------- |
| Costa Rica | 1 – 0 | Nieuw-Zeeland |

|                                               |             |         |                 | |
| 14 juni 2022 «onderlinge duels» 21:00 (UTC+3) | Costa Rica  | 1 – 0   | Nieuw-Zeeland   | Ahmed bin Alistadion, Ar Rayyan (Qatar) Toeschouwers: 10.803 Scheidsrechter: Mohammed Abdulla Mohamed |
| 14 juni 2022 «onderlinge duels» 21:00 (UTC+3) | Campbell 3' | Verslag | 69' Barbarouses | Ahmed bin Alistadion, Ar Rayyan (Qatar) Toeschouwers: 10.803 Scheidsrechter: Mohammed Abdulla Mohamed |

## Doelpuntenmakers
13 doelpunten
- Cyle Larin

9 doelpunten
- Jonathan David

8 doelpunten
- David Rugamas

6 doelpunten
- Cecilio Waterman
- Nigel Hasselbaink

5 doelpunten
- Lucas Cavallini
- Alphonso Davies
- Lyle Taylor
- Gabriel Torres
- Christian Pulisic

4 doelpunten
- Duckens Nazon
- Rolando Blackburn
- Ricardo Rivera
- Keithroy Freeman

3 doelpunten
- Kane Crichlow
- Tajon Buchanan
- Junior Hoilett
- Charlison Benschop
- Joshua Pérez
- Carnejy Antoine
- Frantzdy Pierrot
- Michail Antonio
- Raúl Jiménez
- Juan Barrera
- Aníbal Godoy
- Ricardo Pepi

2 doelpunten
- Quinton Griffith
- Joshua John
- Emile Saimovici
- Carlos Bernárdez
- Atiba Hutchinson
- Mark-Anthony Kaye
- Celso Borges
- Joel Campbell
- Anthony Contreras
- Bryan Ruiz
- Onel Hernández
- Maikel Reyes
- Juninho Bacuna
- Leandro Bacuna
- Kenji Gorré
- Michaël Maria
- Julian Wade
- Nowend Lorenzo
- Dorny Romero
- Darwin Cerén
- Jairo Henríquez
- Gerson Mayen
- Marvin Monterrosa
- Eriq Zavaleta
- Saydrel Lewis
- Robin Betancourth
- Moisés Hernández
- Luis Martínez
- Darwin Lom
- Brayan Moya
- Andre Gray
- Shamar Nicholson
- Henry Martín
- Alexis Vega
- Adrian Clifton
- Ariagner Smith
- Jair Catuy
- Armando Cooper
- Eric Davis
- Alberto Quintero
- Isaac Angking
- Sheraldo Becker
- Shaquille Pinas
- Brenden Aaronson
- Weston McKennie
- Antonee Robinson

1 doelpunt
- D'Andre Bishop
- Rhys Browne
- Peter Byers
- Eugene Kirwan
- Terence Groothusen
- Niall Reid-Stephen
- Jesse August
- Deon McCaulay
- Deshawon Nembhard
- Jaylon Bather
- Kole Hall
- Dante Leverock
- Knory Scott
- Sam Adekugbe
- Zachary Brault-Guillard
- Theo Corbeanu
- Alistair Johnston
- Richie Laryea
- Jonathan Osorio
- Frank Sturing
- David Wotherspoon
- Óscar Duarte
- Keysher Fuller
- Jimmy Marín
- Gerson Torres
- Juan Pablo Vargas
- Cavafe
- Luis Paradela
- Dairon Reyes
- Jarchinio Antonia
- Elson Hooi
- Rangelo Janga
- Brandley Kuwas
- Anthony van den Hurk
- Chad Bertrand
- Audel Laville
- Briel Thomas
- Luis Espinal
- Fran Núñez
- Domingo Peralta
- Manny Rodríguez
- Nelson Bonilla
- Cristian David Gil
- Enrico Hernández
- Walmer Martinez
- Juan Carlos Portillo
- Alex Roldan
- Rudy Barrientos
- Marvin Ceballos
- Gerardo Gordillo
- John Méndez
- Oscar Santis
- Jorge Estuardo Vargas
- Kadell Daniel
- Omari Glasgow
- Terence Vancooten
- Emery Welshman
- Ricardo Adé
- Jeppe Simonsen
- Steven Séance
- Alberth Elis
- Alexander López
- Kevin López
- Romell Quioto
- Ángel Tejeda
- Leon Bailey
- Oniel Fisher
- Daniel Johnson
- Ravel Morrison
- Kemar Roofe
- Jonah Ebanks
- Mark Ebanks
- Edson Álvarez
- Uriel Antuna
- Sebastián Córdova
- Jesús Corona
- Héctor Herrera
- Rogelio Funes Mori
- Hirving Lozano
- Héctor Moreno
- Orbelín Pineda
- Jorge Sánchez
- Rohan Ince
- Nathan Pond
- Byron Bonilla
- Marvin Fletes
- Dshon Forbes
- Matias Belli Moldskred
- Richard Rodríguez
- Jorman Aguilar
- Andrés Andrade
- Azmahar Ariano
- Édgar Bárcenas
- Miguel Camargo
- José Fajardo
- Freddy Góndola
- Francisco Palacios
- César Yanis
- Gerald Díaz
- Lester Hayes
- Jaden Servania
- Devin Vega
- Rowan Liburd
- Vinceroy Nelson
- Romaine Sawyers
- Omari Sterling-James
- Oalex Anderson
- Zidane Sam
- Azinho Solomon
- Roland Alberg
- Ryan Donk
- Florian Jozefzoon
- Gleofilo Vlijter
- Sheldon Bateau
- Levi García
- Khaleem Hyland
- Joevin Jones
- Duane Muckette
- Ryan Telfer
- Paul Arriola
- Sergiño Dest
- Jesús Ferreira
- Sebastian Lletget
- Timothy Weah
- Walker Zimmerman

1 eigen doelpunt
- Tafari Smith (tegen Panama)
- Francois Croes (tegen Suriname)
- Leonel Moreira (tegen de Verenigde Staten)
- Briel Thomas (tegen Panama)
- Josué Duverger (tegen Canada)
- Denil Maldonado (tegen Canada)
- Javain Brown (tegen Panama)
- Adrian Mariappa (tegen Jamaica)
- Michael Murillo (tegen Canada)